# Иванов, Владимир Васильевич (футболист)
Владимир Васильевич Иванов (1931 — 1983) — советский футболист, вратарь.

## Биография
Владимир Иванов родился в 1931 году.
Играл в футбол на позиции вратаря. В 1948 году выступал за московский «Локомотив». 7 июня сыграл единственный в карьере матч в высшем эшелоне чемпионата СССР против столичных «Крыльев Советов» (3:0).
В 1951 году входил в заявку ленинградского «Зенита», игравшего на том же уровне, но ни разу не выходил на поле.
В 1953—1954 годах защищал цвета петрозаводской «Красной звезды» в классе «Б», проведя соответственно 13 и 12 мячей. В 1954 году также играл в таллинском «Соколе».
В 1956 году выступал в классе «Б» за одесский «Пищевик». По ходу сезона перебрался в калининградский «Пищевик», который играл в чемпионате РСФСР.
В 1957—1960 годах продолжал выступать в классе «Б» за калининградцев, сменивших в 1958 году название на «Балтику». В 1957 году сыграл 20 матчей, в 1958 году — 14 (20 пропущенных мячей), в 1959 году — 24, в 1960 году — 26 (30 пропущенных мячей).
Умер в 1983 году.